# پیوربویز
پیوربویز (انگلیسی: PureBoys) یک گروه پروژه ژاپنی بود که در سال ۲۰۰۷ توسط آمه‌با تشکیل شد. پیوربویز به‌عنوان تأییدیه‌ای با حضور بازیگران جوان از آژانس‌های استعدادهای مختلف برای تبلیغ سرویس وبلاگ‌نویسی آمه‌با در نظر گرفته شد، اما به زودی شامل چندین پروژه بازیگری و خوانندگی برای اعضا شد. موسیقی این گروه از طریق لیبل مستقل Pull Up Records منتشر می‌شود. پس از انتشار چندین تک‌آهنگ و نمایش‌های صحنه‌ای، پیوربویز در سال ۲۰۱۲ منحل شد.